# Orógeno Araçuaí
O Orógeno Araçuaí é um orógeno confinado localizado no Brasil, formado entre o Neoproterozoico e o início do Paleozoico durante a amalgamação do supercontinente Gondwana.
O Orógeno Araçuaí ou Faixa de dobramentos Araçuaí foi definido primeiramente pelo professor Fernando Flávio Marques de Almeida em 1977. Este orógeno representa o segmento setentrional da Província Mantiqueira e localiza-se a leste do Cráton do São Francisco, entre os paralelos 15° e 21°S sendo limitado a Norte por este cráton e ao Sul pela Faixa Ribeira.
Durante a década de 1990 obteve-se o resultado de grandes projetos de mapeamento geológico, além de diversos dados como seções estruturais regionais, dados litoquímicos e estudos isotópicos pelos métodos U-Pb, Sm-Nd e Pb-Pb. Este conhecimento foi essencial para a interpretação geotectônica da área e possibilitou a definição do Orógeno Araçuaí.
Com base nesse conhecimento adquirido, na correlação entre as faixas Araçuaí e Congo Ocidental e na relação crono-espacial dos conceitos de orógeno e cráton definiu-se o Orógeno Araçuaí-Congo Ocidental (Araçuaí-West-Congo Orogen) para referir o conjunto orogênico neoproterozóico-cambriano contido na grande reentrância delineada pelos crátons do São Francisco e Congo. Nesta conceituação, este orógeno é identificado por um conjunto de componentes geotectônicos que caracterizam um orógeno colisional sucessor de um orógeno acrescionário de margem continental ativa.

## Estágios
Os componentes geotectônicos são representados por rochas originadas durante diversos estágios evolutivos, passando desde a bacia precursora até o edifício resultante da orogenia.
Os principais estágios evolutivos da bacia precursora são:
- Rifte continental com magmatismo bimodal;
- Margem continental passiva com associação arenito-pelito-carbonato, turbiditos;
- Oceânico com rochas magmáticas ofiolíticas, sedimentação pelágica;

Os estágios orogênicos são:
1. Pré-colisional com subducção da litosfera oceânica ativa e geração de arco magmático;
2. Sin-colisional representando a interação direta entre as partes em colisão, espessamento crustal, fusão parcial e geração de magma tipo S;
3. Tardi-colisional com escapes laterais e geração de granito tipo S por fusão parcial sob descompressão adiabática;
4. Pós-colisional com colapso gravitacional, plutonismo tipo I e A2;

Em decorrência da abertura do Atlântico Sul, no Cretáceo, a contraparte Araçuaí herdou dois terços do Orógeno Araçuaí-Congo Ocidental ficando com unidades do rifte-continental, a margem passiva ocidental com restos ofiolíticos, a zona de sutura, o arco magmático e as bacias relacionadas. A Faixa Congo Ocidental guardou espessa pilha vulcano-sedimentar da fase rifte continental, a margem passiva oriental e uma bacia molássica.
Como a contraparte brasileira do Orógeno Araçuaí-Congo Ocidental contém todos os componentes geotectônicos necessários para se caracterizar um orógeno colisional simplifica-se a denominação neste texto para Orógeno Araçuaí.

## Bacia precursora
A bacia precursora deste orógeno configura um golfo, ensiálico a norte e oceanizado a sul, que desembocaria em amplo oceano.

### Estágio Rifte continental
Diversos processos de rifteamento ocorreram no paleocontinente São Francisco-Congo entre o Estateriano e o Toniano, mas nenhum deles foi capaz de romper a litosfera continental na região do futuro Orógeno Araçuaí. Registros destes processos são abundantes no orógeno, e incluem rochas do Supergrupo Espinhaço e da base do Grupo Macaúbas, além de várias suítes magmáticas anorogênicas. 
No Criogeniano, novo episódio de rifteamento teve início, durante a glaciacão Sturtiana. Este evento é registrado por magmatismo anorogênico e sedimentação glacial, presentes na Província Alcalina do Sul da Bahia e no Grupo Macaúbas.

### Estágio Margem Continental Passiva
O rifte evolui para uma margem passiva, com formação de assoalho oceânico e sedimentação em contexto pós-glacial, registradas por rochas pelíticas, localmente com termos químico-exalativos, e ofiolitos. A bacia oceânica gerada tinha uma geometria confinada, a exemplo do que ocorre hoje com o Mar Vermelho. Os registros do estagio de margem passiva estão presentes no Grupo Macaúbas, Complexo Jequitinhonha, e unidades correlatas.

#### Os registros de assoalho oceânico
O setor oriental da Formação Ribeirão da Folha inclui sucessão vulcano-sedimentar de assoalho oceânico, caracterizada por pelitos pelágicos (micaxistos peraluminosos ricos em estaurolita, granada, cianita e/ou sillimanita, e cianita-grafita xisto), chert sulfetado (uma rocha rara que sugere depósito de conduto exalativo), formações ferríferas bandadas dos tipos óxido, silicato e sulfeto, e raro orto-anfibolio de granulação fina. Desta forma, a parte distal da Formação Ribeirão representa a seção superior, sedimentar, incluindo parte da seção vulcânica, de uma coluna ofiolítica.

## Componentes e Estágios Orogênicos
No Orógeno Araçuaí são reconhecidos 4 estágios orogênicos caracterizados pelas relações estruturais entre foliação regional e estruturas locais, assinaturas geoquímicas e isotópicas e idades U-Pb.

### Estágio Pré-colisional – 630-580Ma
Também denominado estágio acrescionário, durante o qual foi edificado o arco magmático do Orógeno, representado pela Suíte G1 e pelas rochas vulcânicas do Grupo Rio Doce. A Suíte G1 é formada por batólitos e stocks e é composta principalmente por rochas tonalíticas e granodioríticas e apresenta tanto autólitos dioríticos e máficos quanto xenólitos de rochas metassedimentares.
Os corpos dessa suíte apresentam a foliação regional, muitas vezes milonítica, além de estruturas formadas durante a deformação sincolisional.
As rochas da suíte G1 apontam uma assinatura litoquímica e isotópica cálcio-alcalina expandida, híbrida e com contribuição de magmas crustais sobre magmas mantélicos (εNd -5 a -13 e idades modelo TDM 1,2-2,2 Ga). Tal assinatura representa um arco magmático de margem continental ativa de idade 630Ma a 585Ma.
Na base do Gr. Rio Doce ocorrem rochas vulcânicas de composição dacítica e assinatura geoquímica de arco vulcânico continental, com idades de cristalização magmática (zircão, U-Pb LA-ICPMS e TIMS) de 585Ma. Foram interpretadas como preenchimento de bacias intra e ante arco no estágio tardio do desenvolvimento do arco magmático.
Na porção proximal da bacia de retro arco, ocorre a Fm. São Tomé, recobrindo as vulcânicas e é responsável pela contribuição sedimentar do arco (595Ma). Na porção distal da bacia de retro-arco ocorrem os paragnaisses de protólito pelítico grauvaquiano, com assinatura de fonte sedimentar em arco magmático com intercalações calcissilicática do Complexo Nova Venécia..

### Estágio sin colisional 580-560Ma
Apresenta granitogênese do tipo S (582-560Ma) e deformação e metamorfismo regional. Durante a colisão foram desenvolvidas as feições dos dobramentos e empurrões com sentido para oeste, contra o Cráton do São Francisco e com sentido para leste, contra o Cráton do Congo.
Em termos gerais, o metamorfismo cresce de oeste para leste e de norte a sul, desenvolvendo os minerais metamórficos com aumento sucessivo de temperatura, desde as fácies xisto verde baixo nas proximidades do Cráton, até as fácies granulito no núcleo orogenético. A quantificação dos dados metamórficos, realizados através de análises geotermobarométricas apontam 530-600°C e 5,5kbar na Fm. Ribeirão da Folha, 470-640°C a 4,5-5kbar no Gr. Rio Doce e 770-930°C a 5-7kbar nos complexos Jequitinhonha e Nova Venécia. Na Fm Salinas há uma zona de baixa pressão, com temperaturas variando de 450-650°C.
A granitogênese do tipo S é representada pela suíte G2, composta por granitos peraluminosos com granada sempre presente e cordierita e/ou sillimanita frequentes, além de granito duas micas e granodiorito granatífero subordinados. Xenólitos são comuns. Os corpos da suíte G2 são batólitos e stocks que registram a deformação regional pela foliação, por vezes milonítica e usualmente paralela à orientação do fluxo ígneo.
Ocorrem também nos interiores dos batólitos, porções indeformadas, apontando mesma idade de cristalização que as deformadas sugerindo a petrogênese sindeformacional. Dados geotermobarométricos apontam o desenvolvimento da foliação dúctil entre 640 e 680°C e dados de idade U-Pb apontam formação em torno de 575Ma.

### Tardi colisional 560-530
Esse período foi responsável pela formação da Suíte G3, formada por granitos de tipo S, sendo tipicamente leucogranitos com granada e/ou cordierita, pobres em mica e sem traço da foliação regional, com idades U-Pb apontando a cristalização magmática no intervalo entre 545 e 520Ma.
As feições petrográficas e estruturais da Suíte G3 indicam uma procedência derivada da fusão parcial dos granitos da suíte G2, ocorrido após o desenvolvimento da foliação regional. Esse processo está evidenciado pelas relações de corte e superposição de G3 sobre G2, além de restos não fundidos de G2 em G3.
Dados da Geotermobarometria indicam temperatura de cristalização superior a G2, a cerca de 815°C a 5kbar. Zircões com núcleos herdados evidenciam heranças de fontes paragnáissicas, com idades entre 630Ma e 850Ma.

### Pós colisional 530-490Ma
Nessa fase, os eventos deformacionais e o plutonismo estão associados ao colapso gravitacional do Orógeno Araçuaí. Nesse período, foram geradas as suítes G4 e G5, que são plútons intrusivos sem foliação regional, responsáveis pela geração dos distritos pegmatíticos de onde são mineradas gemas e minerais industriais.
A suíte granítica G4 é do tipo S e formada majoritariamente por granitos duas micas, de idade 535 a 500Ma, e é considerada a porção superior e mais hidratada do magma, em relação ao magma da suíte G3, pela presença das duas micas e dos minerais de lítio.
A suíte G5 é do tipo I e A2, cálcio-alcalino rico em potássio e ferro, com composição granítica ou charnokítica, com assinaturas isotópicas de Sm-Nd e Rb-Sr evidenciando misturas de magmas e fluxo ígneo bem marcado. Essa suíte tem origem entre 520 e 490Ma e está relacionada ao colapso do Orógeno.